# Pałac Komisji Rządowej Przychodów i Skarbu

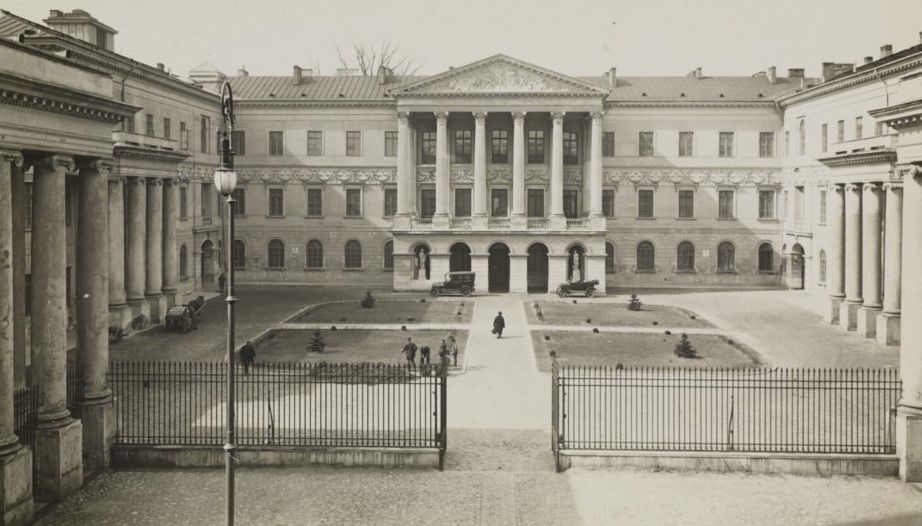
Dziedziniec pałacu przed 1939

Pałac Komisji Rządowej Przychodów i Skarbu – pałac znajdujący się przy placu Bankowym 3/5 w Warszawie, wzniesiony w latach 1823–1825 dla Komisji Rządowej Przychodów i Skarbu. Obecnie siedziba Prezydenta m.st. Warszawy oraz Mazowieckiego Urzędu Wojewódzkiego.

## Historia
Pałac został wzniesiony w latach 1823–1825 w stylu klasycystycznym w wyniku przebudowy barokowego pałacu Leszczyńskich dla Komisji Rządowej Przychodów i Skarbu Królestwa Polskiego. Składa się z korpusu głównego oraz dwóch skrzydeł z jońskimi kolumnadami od strony placu. W tympanonie znajduje się płaskorzeźba Pawła Malińskiego przedstawiająca Minerwę, Merkurego i Jazona oraz alegorie Wisły i Bugu.
W latach 1829–1831 w gmachu jako aplikant Komisji pracował Juliusz Słowacki. Upamiętniają go popiersie oraz tablica pamiątkowa na półpiętrze korpusu głównego.
W dwudziestoleciu międzywojennym gmach, po adaptacji dokonanej w latach 1919–1921 przez Mariana Lalewicza, wraz z sąsiednim pałacem Ministra Skarbu był siedzibą Ministerstwa Skarbu (z adresem ul. Rymarska 3/5).
Pałac został zniszczony przez niemieckie lotnictwo we wrześniu 1939. Odbudowano go w latach 1950–1954 z przeznaczeniem dla Prezydium Stołecznej Rady Narodowej.
Obecnie w budynku mieści się siedziba Prezydenta m.st. Warszawy i biura Urzędu m.st. Warszawy oraz Mazowiecki Urząd Wojewódzki. Miasto zajmuje ok. 15% powierzchni pałacu. Gabinety prezydenta miasta i wojewody mazowieckiego znajdują się na pierwszym piętrze korpusu głównego gmachu. Jest on połączony z sąsiednim pałacem Ministra Skarbu, a oba budynki posiadają wspólny adres. 
9 kwietnia 2016 na dziedzińcu pałacu odsłonięto głaz z tablicą upamiętniającą Lecha Kaczyńskiego autorstwa Józefa Henryka Helińskiego. Upamiętnienie wzbudziło kontrowersje, gdyż na ustawienie głazu nie uzyskano zgody stołecznego konserwatora zabytków, a fragment inskrypcji na tablicy zakwestionował sekretarz Rady Ochrony Pamięci Walk i Męczeństwa Andrzej Kunert.